# 江花純
江花 純（えばな じゅん、1969年9月29日 - ）はウェザーマップ所属の気象予報士である。東京都出身。立教大学理学部出身。

## 人物
- 趣味は登山、水泳。
- 生島ヒロシ曰く、冬でもTシャツ一枚らしい。

## 出演番組

### テレビ
- TBSニュースバード（現在は降板）

### ラジオ
- 伊集院光 日曜日の秘密基地
- 生島ヒロシのおはよう定食
- 生島ヒロシのおはよう一直線
- 森本毅郎・スタンバイ!
- 大沢悠里のゆうゆうワイド
- ジェーン・スー 生活は踊る

（※いずれもTBSラジオ）